# Sanginsuu
Sanginsuu (en finnois : Sanginsuun kaupunginosa) est  un  quartier du district de Sanginsuu de la ville d'Oulu en Finlande.

## Description
Le quartier compte 9 167 habitants (31.12.2018).

## Galerie

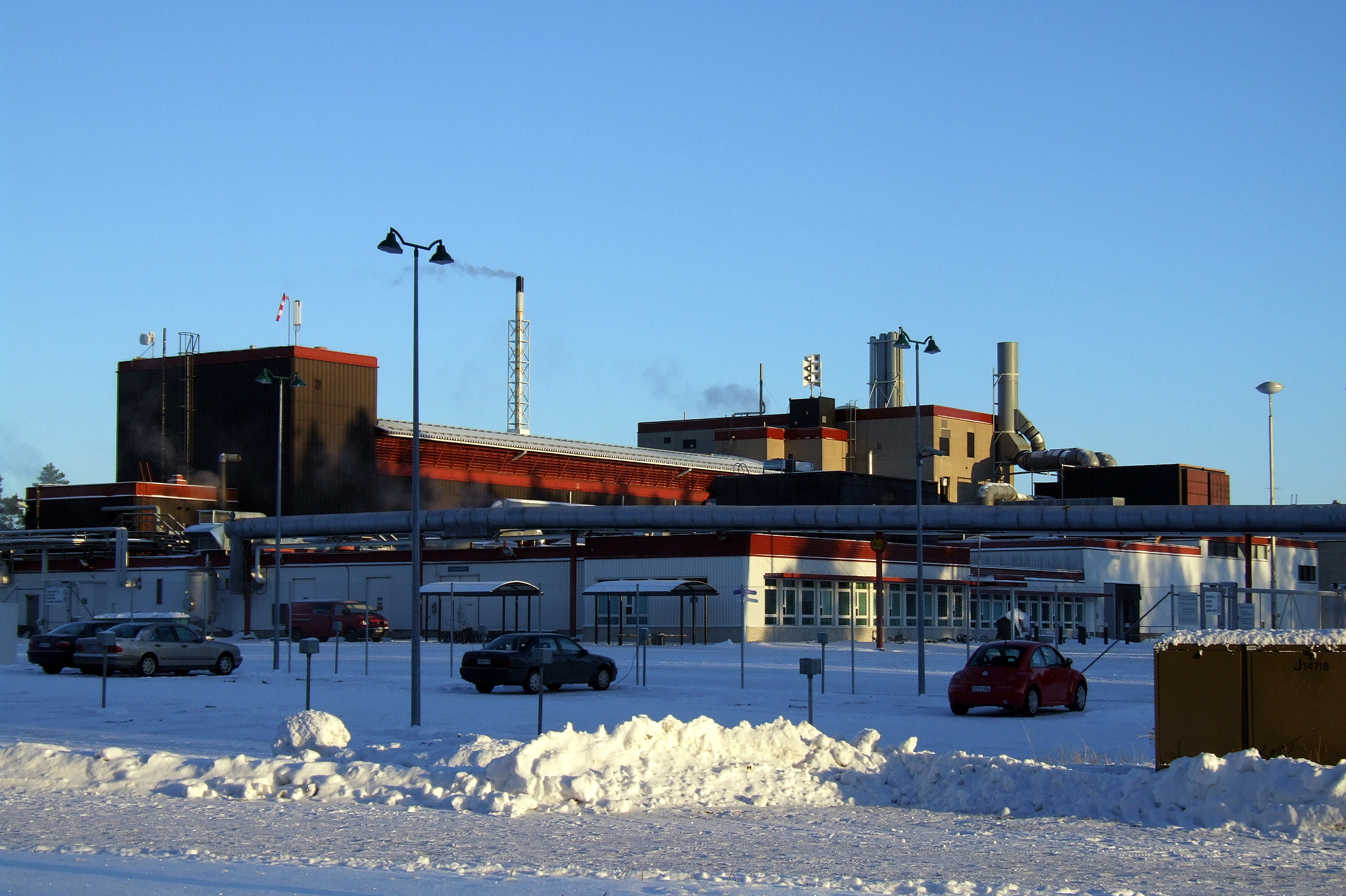
Usine pharmaceutique du Groupe Orion.
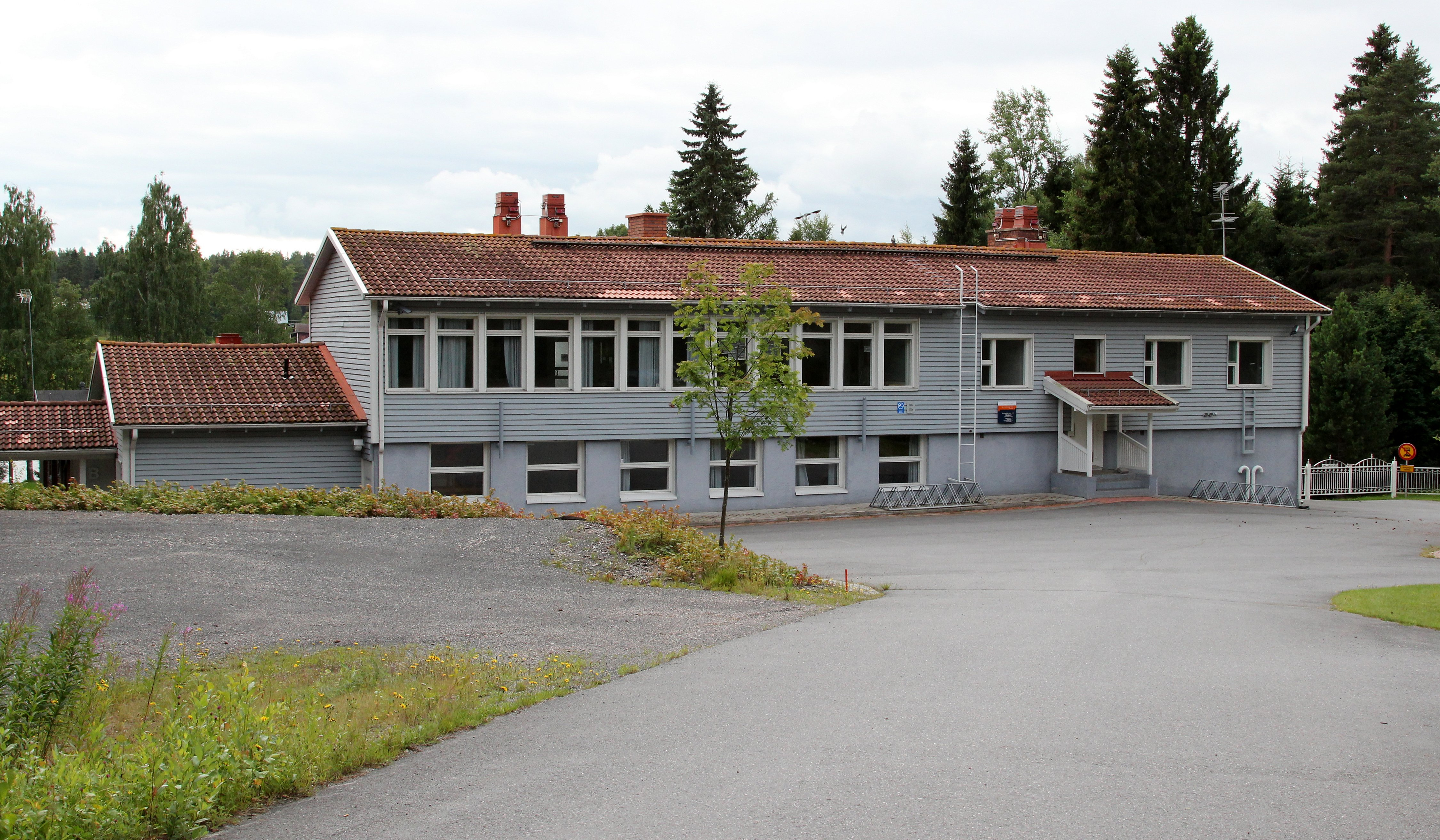
École de sylviculture.